# Auguste Paul Pellot
Pour les articles homonymes, voir Pellot.
Auguste Paul Pellot, né le 22 mai 1854 à Bertoncourt et mort le 25 juillet 1926 à Avenay-Val-d'Or, est un juriste, historien et bibliothécaire français.

## Biographie
Paul Pellot est vers 1880 clerc de notaire, à Rethel, faubourg des Capucins, et dès 1880 principal clerc de notaire à Boult-sur-Suippe. Il y déchiffre la pierre de fondation de l'église Saint-Croix en 1882. Principal clerc de notaire à Châtillon-sur-Marne vers 1886. Il publiera en 1895 sur Châtillon une traduction annotée du Cartulaire du prieuré de Longueau. Licencié en droit, avocat à Châtillon vers 1887, il prend l'initiative d'un monument en l'honneur de Robert de Sorbon et publie à cette occasion en 1888 avec l'archiviste de Rethel Henri Jadart une note sur Robert de Sorbon et le village de Sorbon. 
De 1888 à 1914, il est en fonction à Rethel, d'abord comme principal clerc de notaire, puis vers 1895 comme premier commis greffier au tribunal et vers 1904 comme archiviste à Rethel. Il écrit alors beaucoup sur l'histoire de Rethel et la généalogie de familles ardennaises, souvent en relation avec l'histoire de leurs villages. Parmi les différents ouvrages ou études, il y a une étude sur L'origine ardennaise de la famille de l'éditeur Hachette.
Par arrêté ministériel du 9 juin 1904, il est nommé membre du Comité départemental pour l'histoire économique de la Révolution. 
Par sa traduction de l'italien du livre Ordres chevaleresques du royaume de Portugal, il devient vers 1908 membre de la société Louis Camoens de Naples et de l'Institut royal et de la Société de géographie de Lisbonne. En 1909, année de la béatification de Jeanne d'Arc, il publie deux ouvrages sur elle. Cette même année, il devient membre de l'Académie de Reims.
Pendant la Première Guerre mondiale, il est réfugié à Dun-le-Palleteau dans la Creuse, il y analyse les archives communales et publiera en 1924 une petite biographie du conventionnel dunois Léonard-Michel Texier de Mortegoutte, tout en menant des études pour l'obtention du titre de docteur à la faculté de droit de Paris, où il soutient pendant la guerre, le 7 juin 1916, sa thèse pour le doctorat juridique, avec pour sujet : Étude sur le testament dans l'ancienne coutume de Reims et peu après la guerre, en 1920, à 66 ans, une autre thèse, pour le doctorat ès sciences économiques et politiques, avec pour sujet : Étude économique sur Pont-Scorff. Répartition et mise en valeur du sol.
Après la guerre, il devient bibliothécaire de la ville d'Épernay.
Il est nommé chevalier de l'ordre du Saint-Sépulcre le 6 juin 1896, et promu commandeur le 12 mai 1924.
Paul Pellot est décédé le dimanche 25 juillet 1926, à l'âge de 72 ans, à la maison de retraite d'Avenay-Val-d'Or.

## Sélection d'ouvrages
- Henri Jadart et Paul Pellot, Maître Robert de Sorbon et le village de Sorbon (Ardennes), notice publiée à l'occasion du monument érigé à la mémoire du fondateur de la Sorbonne dans son pays natal, t. 44, Paris, Firmin-Didot, 1888 (lire en ligne).
- Notice sur les Petit de Richebourg, impr. Léon Frémont, Arcis-sur-Aube, 1891.
- Thomas-Eugène de Watteville, marquis de Conflans, in : Annuaire du Conseil héraldique de France, 1893 p. 124-128.
- Les droits seigneuriaux et les seigneurs de Sorbon à la fin du XVIe siècle  impr. Monce, Reims, 1894.
- L'Héritage de Claude de Moy, comtesse de Chaligny, in : Revue de Champagne et de Brie, tome VI, 2e série, 1894 p. 5-14 [lire en ligne].
- Inventaire sommaire des chartes de l'abbaye de Chartreuve, publiées et annotées par Paul Pellot, 1895.
- Une prise de voile en 1714 à l'Amour-Dieu-les-Troissy, Saint-Amand, impr. Destenay, 1895.
- Cartulaire du prieuré de Longueau, traduit et annoté par Paul Pellot, 1895 [lire en ligne][10].
- Notes sur les familles de Baude et de Coipel, seigneurs de Machéroménil, J. Laroche, Sedan 1897 [lire en ligne].
- Jean de Castignau, gouverneur de Rethel (1589-1610), notes sur sa descendance et sur la famille de Lizaine, son rôle durant la Ligue, avec documents inédits (avec Albert Baudon), G. Beauvarlet, 1897.
- L’origine ardennaise de la famille de l’éditeur Hachette, in :Revue historique ardennaise, 1898 p. 24-48 [lire en ligne].
- Les droits seigneuriaux et les anciens seigneurs de Villers-sous-Châtillon et de Tincourt, 1898.
- La Compagnie d'Ordonnance du Maréchal de La Marck à Rethel (1535), in : Annuaire du Conseil héraldique de France vol. 12 (1899) p. 133-156.
- L'Union des Catholiques à Rethel en 1589, J. Laroche, Sedan 1900.
- Un bienfaiteur de l'humanité, Nicolas Neuens, Reims : H. Matot, 1901.
- Un chevalier de l'ordre du Christ de Portugal à Rethel en 1750 (Paul-Charles-François Dubus de Boisvicomte), 1902.
- Les Origines de la famille Taine, 1903.
- Les ascendants maternels de la famille Taine, in: Revue historique ardennaise, vol. 11 (1904) p. 237-268[11].
- La famille maternelle de Colbert, recherches biographiques sur les Pussort, in : Revue d'Ardenne et d'Argonne, 13(1905/06) p. 97-119
- La famille Dorcal, 1906 [lire en ligne].
- Le ban et l'arrière-ban du duché de Rethel à la fin du XVIIe siècle, in Revue historique ardennaise, Vol XVI, 1909.
- L'Abbaye royale de Saint-Pierres-les-Dames de Reims et les seigneurs de Domrémy-la-Pucelle, notice publiée à l'occasion de la béatification de Jeanne d'Arc, 1909.
- La descendance du page de Jeanne d'Arc dans l'archidiocèse de Reims : notice publiée à l'occasion de la fête célébrée à la cathédrale de Reims le 17 juillet 1909 en l'honneur de la bienheureuse Jeanne d'Arc, 1909 [lire en ligne].
- Albert Baudon et Paul Pellot, La vallée de la Retourne, série dans Almanach Matot-Braine, années 1903 - 1911[12],[13].
- Notes sur le village de Bertoncourt, Bertholdiuria, Bretoncourt, Huet-Thiérard, Rethel 1912.
- Étude sur le testament dans l'ancienne coutume de Reims (thèse doctorat juridique), Paris 1916.
- Étude économique sur Pont-Scorff. (Répartition et mise en valeur du sol.) (thèse doctorat ès sciences économiques et politiques), Paris 1920.
- Léonard-Michel Texier de Mortegoutte (1749-an VI), in Mémoires de la société des sciences naturelles et archéologiques de la Creuse, tome 22 (5e et 6e fascicules 1923), p. 428-432[14].

### Traductions
- Antonio Padula, Ordres chevaleresques du royaume de Portugal, traduit de l'italien par Paul Pellot, 1908 [lire en ligne]
- P. Vallès y Carrillo,  Les Ordres Chevaleresques de l'Espagne traduit de l'espagnol par Paul Pellot, 1905.